# Pete Postlethwaite
Peter William Postlethwaite, OBE (Warrington, Cheshire, 7 de fevereiro de 1946 — Shrewsbury, Shropshire, 2 de janeiro de 2011) foi um ator britânico.
Em 1994, foi indicado ao Oscar de melhor ator coadjuvante por In the Name of the Father, filme de 1993.

## Biografia
Era o filho mais novo de Mary Geraldine e de William Postlethwaite e começou a sua carreira no Liverpool Everyman Theatre. Uma das suas colegas era Julie Walters e namoraram até meados da década de 1970, porém, casou-se com Jacqueline Morrish e teve dois filhos: William John e Lily Kathleen.
Steven Spielberg considerava Postlethwaite "melhor ator do mundo" depois de trabalhar com ele no O Mundo Perdido: Jurassic Park,  para que Postlethwaite brincou: "Eu tenho certeza do que Spielberg realmente disse foi: A coisa sobre Pete é que ele acha que ele é o melhor ator do mundo'".

## Morte
Pete morreu em 2 de janeiro de 2011, aos 64 anos, após um longo tratamento contra o câncer nos testículos, diagnosticado em 1990. O jornalista e amigo Andrew Richardson afirmou que o ator continuou trabalhando durante os meses em que estava fazendo o tratamento, falecendo em um hospital em Shropshire.

## Filmografia (parcial)
- 1977 - The Duellists, dirigido por Ridley Scott
- 1988 - The Dressmaker, dirigido por Jim O'Brien
- 1988 - To Kill a Priest, dirigido por Agnieszka Holland
- 1988 - Distant Voices, Still Lives, dirigido por Terence Davies
- 1990 - Hamlet, dirigido por Franco Zeffirelli
- 1992 - Alien³, dirigido por David Fincher
- 1992 - Waterland, dirigido por Stephen Gyllenhaal
- 1992 - The Last of the Mohicans, dirigido por Michael Mann
- 1993 - In the Name of the Father, dirigido por Jim Sheridan
- 1995 - The Usual Suspects, dirigido por Bryan Singer
- 1996 - James and the Giant Peach, dirigido por Henry Selick
- 1996 - Dragonheart, dirigido por Rob Cohen
- 1996 - Romeo + Juliet, dirigido por Baz Luhrmann
- 1997 - The Serpent's Kiss, dirigido por Philippe Rousselot
- 1997 - The Lost World: Jurassic Park, dirigido por Steven Spielberg
- 1997 - Amistad, dirigido por Steven Spielberg
- 1999 - Animal Farm, dirigido por John Stephenson
- 1999 - Lost for Words, dirigido por Alan J.W. Bell
- 2001 - Este Rato é um Espanto, dirigido por Steve Barron
- 2001 - The Shipping News, dirigido por Lasse Hallström
- 2005 - Dark Water, dirigido por Walter Salles
- 2005 - The Constant Gardener (filme), dirigido por Fernando Meirelles
- 2005 - Æon Flux, dirigido por Karyn Kusama
- 2006 - The Omen, dirigido por John Moore
- 2007 - Strange Bedfellows, dirigido por Dean Murphy
- 2007 - Closing the Ring, dirigido por Richard Attenborough
- 2009 - Solomon Kane, dirigido por Michael J. Bassett
- 2009 - The Age of Stupid, dirigido por Franny Armstrong
- 2010 - Clash of the Titans, dirigido por Louis Leterrier
- 2010 - Inception, dirigido por Christopher Nolan
- 2010 - The Town, dirigido por Ben Affleck
- 2011 - Killing Bono, dirigido por Nick Hamm